# François de La Mothe le Vayer

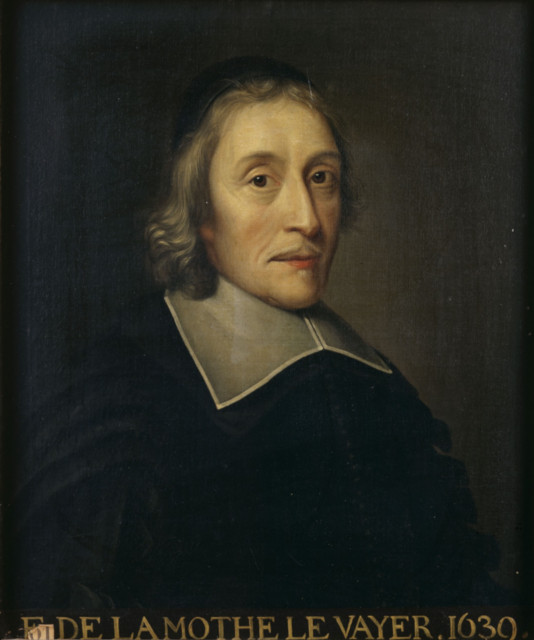
François de La Mothe le Vayer

François de La Mothe le Vayer (* 1588 in Paris; † 9. Mai 1672 ebenda) war ein französischer Antiquar, Philosoph und Moralist. Er fungierte als Erzieher am französischen Königshof.

## Leben und Wirken
1639 wurde er Mitglied der Académie française und erhielt im selben Jahr von der Königinmutter Anna von Österreich den Auftrag, ihren jüngeren Sohn Philipp von Orléans zu erziehen. Nachdem der Pädagoge diese Aufgabe erfolgreich ausgeführt hatte, wurde ihm 1652 der Abschluss der Erziehung von König Ludwig XIV. übertragen.
Er begründete 1668 den historischen Pyrrhonismus.
La Mothe le Vayer war als Zeitgenosse von René Descartes und Thomas Hobbes und Angehöriger der damals kleinen akademischen Zirkel von zeitgenössischer Relevanz. Sein erst zu Lebensende niedergelegter historischer Pyrrhonismus ist eine noch frühe Schrift des Skeptizismus. Vereinfacht gesagt, formuliert La Mothe le Vayer, dass es nicht Aufgabe des Historikers sein sollte, jedes Detail der Antike aufzudecken.
Molière verfasste für ihn aus Anlass des Todes seines Sohnes ein Gedicht.

## Schriften (Auswahl)
- De la liberté et de la servitude. Paris 1643 (Digitalisat).

## Belege
1. ↑  abgedruckt in Jean Firges: Molière: "Der Menschenfeind." Sonnenberg, Annweiler 2004, ISBN 3933264316, S. 112